# Ordre de la Distinction (Jamaïque)
Pour les articles homonymes, voir Ordre de la Distinction.
L'Ordre de la Distinction (Order of Distinction en anglais) est un ordre honorifique civil de Jamaïque. Il est le sixième ordre hiérarchique dans le système honorifique jamaïcain. Il comprend deux grades, celui d'officier et celui de commandeur.
L'insigne de l'Ordre de la Distinction est de forme triangulaire, chaque sommet du triangle étant arrondi. Au centre de celle-ci est incrusté un médaillon noir représentant les armoiries de la Jamaïque. Le long de chacun des côtés du triangle figure, en lettres noires, l'une des mots de la devise « Distinction through Service ».

## Sources
- (en) Cet article est partiellement ou en totalité issu de l’article de Wikipédia en anglais intitulé « Order of Distinction » (voir la liste des auteurs).